# František Konáš (učitel)
František Konáš (11. srpna 1884 Žižkov – od 8. září 1914 jižní bojiště nezvěstný) byl český učitel na gymnáziu v Benešově a vyznavač skautingu.

## Kariéra
Narodil se na Žižkově do sokolské rodiny jako jeden ze tří synů. Jeho otec provozoval na Žižkově řeznický závod. Ve dvanácti letech (1895) se zúčastnil III. všesokolského sletu. Studoval na reálné škole v Královských Vinohradech (v současnosti je zde Základní škola Na Smetance). Po maturitě pokračoval na C. a k. české vysoké škole technické v Praze a na univerzitě.
Podstoupil státní zkoušku z tělocviku pro střední školy a v letech 1912-13 působil jako učitel tělocviku a kreslení na c.k. vyšším jubilejním gymáziu císaře a krále Františka Josefa I. v Benešově. Věnoval se také skautingu, k čemuž vedl i své žáky. V roce 1912 založil v Benešově první skautský oddíl. Mimo jiné byl cvičitelem a jednatelem Sokola a členem benešovského pěveckého spolku Ozvěna.
26. července 1914, po vyhlášení mobilizace, narukoval k pěšímu pluku č. 102 v Benešově. Odtud byl pak se svoji jednotkou (jako součást 17. pěší brigády u 5. armády) 15. srpna poslán na jižní bojiště. Od 8. září byl nezvěstný, pozdější zprávy však uvádějí, že při překonávání řeky Driny (jinde uváděna řeka Sáva ) byl střelen do prsou a následně utonul. 31. října byl pochován v Jaraku. Rozvodněná Sáva však měla tento hrob později smést.

## Dílo
Sestavil publikaci Pochodové písně žižkovského Sokola.